# Darrius Heyward-Bey
Pour les articles homonymes, voir Heyward et Bey.
(en) Statistiques sur pro-football-reference
Darrius Heyward-Bey, né le 26 février 1987 à Silver Spring (Maryland), est un joueur américain de football américain évoluant au poste de wide receiver.
Étudiant à l'Université du Maryland, il joua pour les Terrapins du Maryland lors de sa carrière universitaire.
Il a été drafté en 2009 à la 7e position (premier tour) par les Raiders d'Oakland. Avant cette sélection, il figurait dans le top 5 des wide receivers de la Draft, bien que moins bien côté que Michael Crabtree et Jeremy Maclin par les experts de la National Football League. Il a été le joueur le plus rapide des sélections du draft 2009 en parcourant 40 yards en 4,3 secondes.
Il est libéré à l'issue de la saison 2012 par les Raiders, après quatre saisons à Oakland où il n'accumule que 2 000 yards à la réception et 11 touchdowns en tout. Le 1er avril 2013, il signe un contrat d'un an et 3 millions de dollars avec les Colts d'Indianapolis.